# 沃伊切赫·福尔图纳
沃伊切赫·福尔图纳（波蘭語：Wojciech Fortuna，1952年8月6日—），波兰男子跳台滑雪运动员。他曾代表波兰参加1972年和1976年冬季奥林匹克运动会跳台滑雪比赛，其中1972年冬季奥运会获得一枚金牌。